# Ralph Julian Rivers
Ralph Julian Rivers (ur. 23 maja 1903 w Seattle w stanie Waszyngton, zm. 14 sierpnia 1976 w Chehalis w stanie Waszyngton) – amerykański polityk, członek Partii Demokratycznej. W latach 1959–1966 był pierwszym przedstawicielem stanu Alaska w Izbie Reprezentantów Stanów Zjednoczonych po włączeniu tego stanu do Unii Stanów Zjednoczonych jako 49-go stanu.